# Pempeliella aurorella
Pempeliella aurorella is een vlinder uit de familie snuitmotten (Pyralidae). De wetenschappelijke naam is voor het eerst geldig gepubliceerd in 1867 door Christoph.
De soort komt voor in Europa.